# Choiseul (Haute-Marne)
Choiseul é uma comuna francesa na região administrativa de Grande Leste, no departamento de Haute-Marne. Estende-se por uma área de 8,63 km². Em 2010 a comuna tinha 82 habitantes (densidade: 9,5 hab./km²).